# Hattigūdūr
Hattigūdūr är en ort i Indien.   Den ligger i distriktet Yadgir och delstaten Karnataka, i den södra delen av landet, 1 300 km söder om huvudstaden New Delhi. Hattigūdūr ligger 388 meter över havet och antalet invånare är 2 356.
Terrängen runt Hattigūdūr är platt. Runt Hattigūdūr är det ganska tätbefolkat, med 185 invånare per kvadratkilometer. Närmaste större samhälle är Sāgar, 9,0 km väster om Hattigūdūr. Trakten runt Hattigūdūr består till största delen av jordbruksmark.